# セシル・ケリー臨界事故
セシル・ケリー臨界事故（セシル・ケリーりんかいじこ）は、1958年12月30日にアメリカ合衆国ニューメキシコ州ロスアラモスにあるロスアラモス国立研究所のプルトニウム回収施設で発生した臨界事故である。
この事故では、溶液中のプルトニウム化合物が臨界状態となり、化学オペレーターのセシル・ケリーが重度の放射線障害で死亡した。

## 事故に至るまで

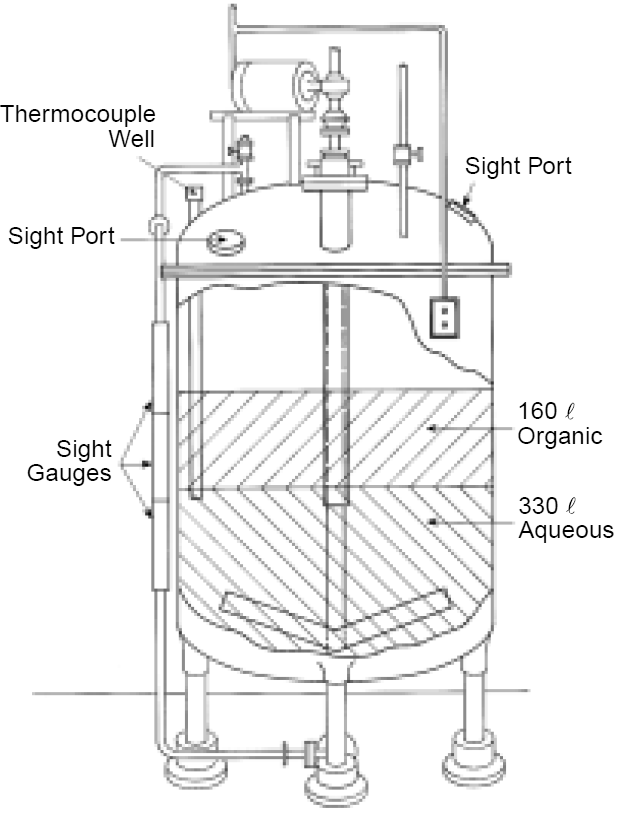
事故発生前の溶液組成（有機層と水層）

セシル・ケリーは38歳で11年の経験を持つ化学オペレーターであり、キャリアの半分以上をロスアラモス国立研究所で過ごしていた。職務のひとつは、容量1立方メートルの大型ステンレス製混合タンクの操作であった。このタンクには、様々な有機溶媒や酸水溶液が入っており、他の実験や用途で使用されたプルトニウム239 (239Pu) を残渣から回収するための精製・濃縮工程に用いられていた。
事故当日、混合タンクには、硝酸と安定化した有機エマルジョンの浴中に、臨界量未満の濃度（溶液1リットル当たりプルトニウム0.1グラム以下）のプルトニウムしか溶けていないはずだった。しかし、プルトニウム廃棄物が少なくとも2回、不適切にタンクに移されていたため、混合タンク内のプルトニウム濃度は、ケリーの予想より200倍近く高くなっていた。有機層（160リットル）は3.1キログラム、水層（330リットル）は60グラム、それぞれプルトニウムが含まれていたと推定される。攪拌前の有機層の厚みは203ミリメートルで、臨界しきい値厚み210ミリメートルにかろうじて達していなかった。ケリーがミキサーのスイッチを入れると、渦が発生し始めた。タンク内の水層は外側に押し出されて椀状になり、プルトニウムを多く含む有機層は容器の中心に向かって引き寄せられた。

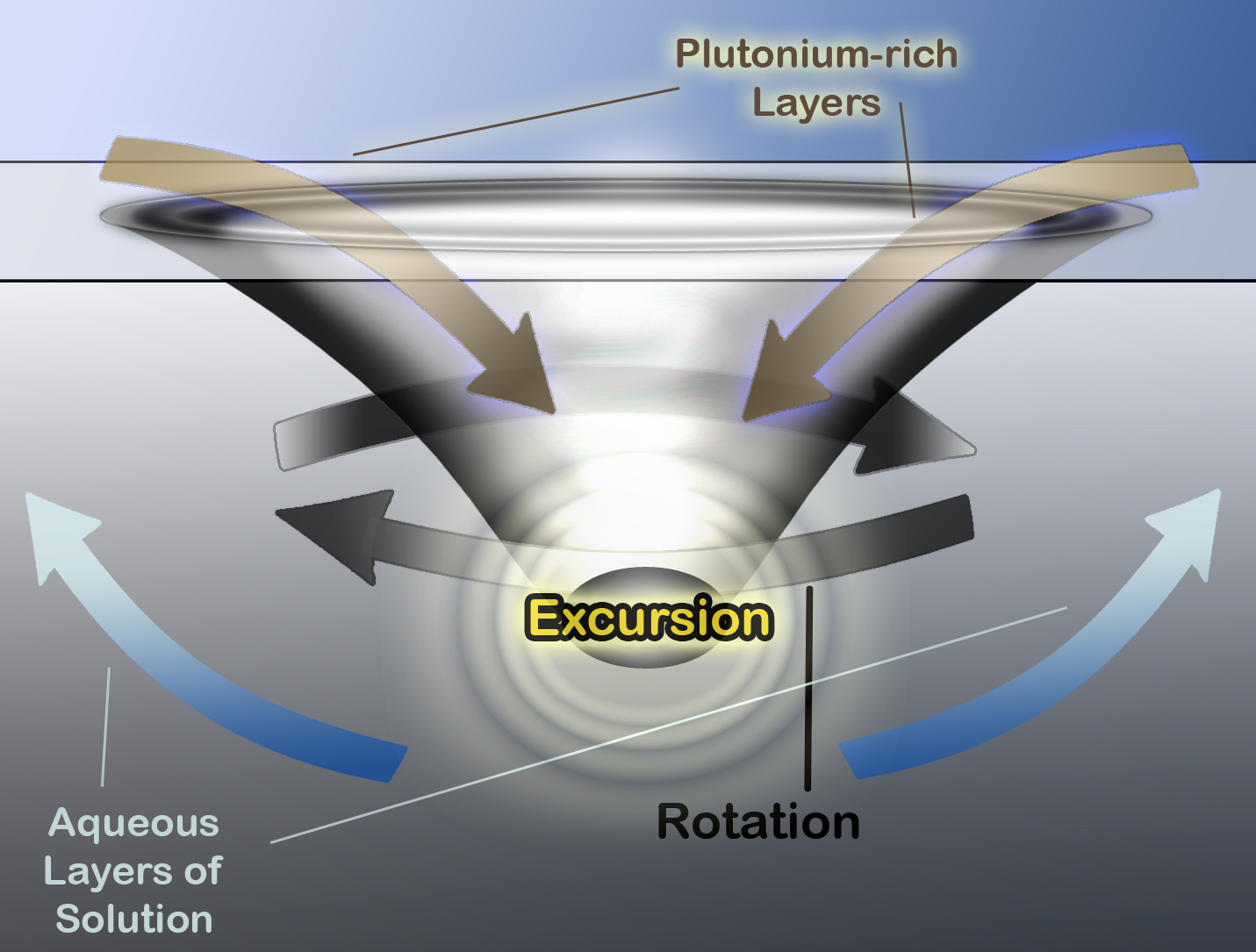
臨界事故の模式図

## 臨界質量
核分裂性物質が臨界状態になるための最適な形状は、表面積が最も小さい球形である。プルトニウムを多く含んだ有機溶液は球形にはならなかったが渦によって中心部に集まった。それを取り囲む水層の中性子反射も合わさって、溶解したプルトニウムは約1秒で臨界しきい値に達し、それを超えた。持続的な核連鎖反応は200マイクロ秒しか続かなかったが、大量の中性子線とガンマ線を放出した。3秒以内に混合物中の層は分散し、それ以上の核連鎖反応は起こらなかった。

## 事故発生
事故の発生は、新年休み前の最後の勤務終了間際の12月30日16時35分であった。ケリーは脚立の上に立ち、覗き窓から混合タンクの中身を見ていた。研究所で作業していた他の2人の技術者が、閃光を目撃し、続いて鈍い衝撃音を聞いた。この衝撃でケリーは倒れたか脚立から叩き落され、地面に落下した。彼は錯乱し、ミキサーのスイッチを切り、再びスイッチを入れてから建物の外に飛び出した。他の技術者たちは、屋外で運動失調の状態にあるケリーを発見した。彼は「私は燃えている！私は燃えている！ (I'm burning up! I'm burning up!)」と繰り返していた。このような精神機能障害は、現在では最も重篤な急性放射線症候群の型として知られている。
混合タンク内での臨界事故という可能性はほとんどないと考えられていたため、技術者たちはケリーがアルファ線か酸溶液、あるいはその両方にさらされたに違いないと判断し、2人でケリーを緊急用シャワーに連れて行き、1人がミキサーのスイッチを切った。数分後、他のスタッフが現場に到着すると、ケリーはほとんど意識を失っていた。顔の鮮やかなピンク色は、放射線症候群による紅斑を示していた。
ロスアラモスで放射性物質が関係する事故が起きた場合、放射線モニタリングのチームが直ちに調査をすることになっていた。ケリーが緊急治療室に運ばれる前から、これらのスタッフは、漏出したプルトニウムからのアルファ線を検出できる放射線検出器で混合タンク室を調べ始めた。プルトニウムの混合物がタンクから漏れていれば、アルファ線は広範囲に広がっているはずだが、まったく検出されなかった。事故から18分後、チームはガンマ線（γ線）の測定を始めたが、混合タンク付近で毎時数十ラドという強烈なγ線を計測した。このような強烈なγ線は、相当量の核分裂生成物によってのみ発生しうる。これに加えて、他の2人の技術者が報告した不可解な閃光は、臨界事故が発生したことを認識するのに十分であった。

## ケリーの容態
ロスアラモス医療センターに搬送された際、半分意識のない状態で、嘔吐、吐き気、呼吸亢進の症状が見られた。震えるような悪寒症状を呈し、皮膚は冷たく赤紫色で、唇は青みがかっていた。事故後1時間40分に、嘔吐と腹部に痙攣は見られるものの安定して採血が可能となった。血液検査の結果、高速中性子線から約9 Gy、ガンマ線から27 Gy、合計36 Gyを被曝していた。成人の場合およそ5 Gyで半数が死亡 (LD50)、8 Gyで99%が死亡する (LD99)。胴体上部の線量当量は120±50％シーベルトと推定される。緊急治療室の医療スタッフは、ペチジンとモルヒネで痛みを和らげる処置を採ったが、動物における放射線被曝に関するこれまでの研究から死は避けられないと考えられた。事故から6時間以内にリンパ球はほとんど消滅し、24時間後の骨生検で骨髄は、水っぽく赤血球を含んでいなかった。複数回の輸血も効果はなかった。不穏症状を見せ、大量に発汗し、顔色が悪くなり、脈が不規則になった。事故から35時間後に心不全で死亡した。
他の2人はそれぞれ1.34シーベルトと0.53シーベルトの放射線量を受けたが、何の影響もなかった。

## 裁判
1996年にセシル・ケリーの妻ドリス・ケリーと娘のケイティ・ケリー＝マローは、セシル・ケリーの検死を行った病理学者クラレンス・ラッシュボーに対して訴訟を起こした。この訴訟で、医師、病院、ロスアラモスの行政が、1958年から1980年の長年にわたり、近親者の同意なしに故人から臓器を摘出した不正行為を訴えた 。ケリーの剖検は、この種の死後分析の最初の事例であったが、その後もロスアラモスではラッシュボーや他の人々によって多くの剖検が行われた。この訴訟のための宣誓証言の中で、ケリーの遺体から8ポンド (3.6 kg) の臓器や組織を採取する権限を誰から与えられたのかと尋ねられたラッシュボーは、「神が私に許可を与えた (God gave me permission.)」と答えた。この集団訴訟は、被告らと、2002年に約950万ドル、2007年にさらに80万ドルで、和解が成立したがいずれの被告も不正行為を認めていない。